# 虚血
虚血（きょけつ、英: ischemia, ischaemia）は、動脈血量の減少による局所の貧血。阻血に同義。乏血あるいは全身性の貧血（一般的に貧血と呼ばれる現象）と区別して局所性貧血と呼ばれることもある。虚血はその原因により、閉塞性虚血、圧迫性虚血、痙攣性虚血、代償性虚血に大別される。虚血が持続すると細胞の変性、萎縮、線維化が生じる。虚血では血流が完全に遮断されるために解糖の基質の供給が妨げられるため、虚血に陥っている臓器では解糖の基質の枯渇により細胞内代謝物の蓄積が生じる。